# Luigi Pirandello
 (mars 2014).
Si vous disposez d'ouvrages ou d'articles de référence ou si vous connaissez des sites web de qualité traitant du thème abordé ici, merci de compléter l'article en donnant les références utiles à sa vérifiabilité et en les liant à la section « Notes et références ».
Pour les articles homonymes, voir Pirandello.

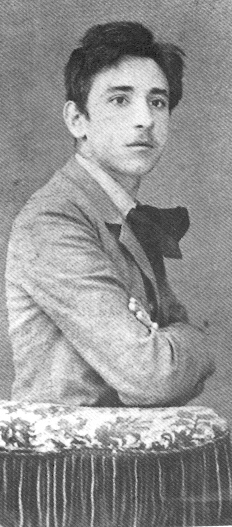
Luigi Pirandello adolescent à Agrigente (1884).

Luigi Pirandello est un écrivain, poète, nouvelliste, romancier et dramaturge italien né le 28 juin 1867 à Agrigente en Sicile et mort le 10 décembre 1936 à Rome.
Son œuvre a été récompensée du prix Nobel de littérature en 1934.

## Biographie

### Les années de formation
L'été de la naissance de Luigi Pirandello, la Sicile subit une terrible épidémie de choléra, comme vingt années plus tôt. C'est cette maladie qui emporte, en 1837, son grand-père paternel, Andrea, riche propriétaire qui laisse une grosse fortune et une famille nombreuse dont le dernier-né, Stefano, est le père de Luigi. Stefano est un homme courageux et aventureux qui a rejoint les troupes de Garibaldi et combattu pour l'unité italienne. Sa mère, Caterina Ricci-Gramitto, vient d'une aristocratique famille de patriotes.
Le jeune Pirandello grandit entre une mère douce et aimante, qu'il adore, et un père autoritaire et coléreux, avec lequel il entretient des relations difficiles. La servante de la famille imprègne le jeune Luigi du folklore sicilien en lui apprenant des chansons populaires et en lui contant les fables et les légendes de son pays natal, qui enflamment son imagination. Il entreprend des études au collège technique. Elles ne lui plaisent guère. Il fait croire à son père qu'il a échoué à l'examen de mathématiques et pendant ses vacances, au lieu de prendre des leçons dans cette discipline, il suit des cours de latin qui lui permettront d'entrer au Gymnase, le lycée classique, en deuxième année. Le jeune Luigi aime la lecture et les mots et, dès 1880, il rédige ses premiers poèmes. À dix-sept ans, en 1884, il publie Cahute, sa première nouvelle, située en Sicile, qui raconte l'enlèvement d'une jeune fille par son amant.
Amoureux de sa cousine Lina, il envisage de l'épouser et de rejoindre son père à la soufrière, dans l'entreprise familiale, mais la littérature l'attire irrésistiblement. En 1887, à vingt ans, il quitte Palerme pour Rome. En 1889, il fait paraître des articles dans la revue Vita Nuova et son premier recueil de vers Le Mal joyeux. Il part alors pour l'université de Bonn, séduit par le romantisme allemand et Goethe dont il traduira les Élégies romaines. En 1891, il accède au grade de docteur en philosophie et lettres de l'université de Bonn, avec une thèse de dialectologie romane sur le dialecte d'Agrigente, écrite en allemand. Le jeune homme rentre en Italie et rompt ses fiançailles avec sa cousine.

### Le mariage et les premiers écrits
En 1894, à vingt-sept ans, il épouse Maria Antonietta Portulano, la fille de l'associé de son père, qui lui apporte une belle dot. Ce mariage arrangé par les parents ne fut pas heureux. Les jeunes époux partent s'installer à Rome. De ce mariage naîtront trois enfants : Stefano (1895-1972), Lietta (1897-1971) et Fausto (1898-1975). Cette année 1894, il publie Amours sans amour son premier recueil de nouvelles dont les personnages appartiennent à la petite bourgeoisie provinciale et au peuple des campagnes de sa Sicile natale. Pirandello écrira des nouvelles toute sa vie. En 1897, il enseigne la stylistique à l'Instituto Superiore di Magistero, une école normale pour jeunes filles où il passera vingt-quatre ans, de sa trentième à sa cinquante-quatrième année. Il publie sa première pièce, L'Étau, en 1898 et son premier roman, L'Exclue, en 1901. Il écrit également des essais et collabore à des journaux. En 1902, il renonce à la poésie.

### La folie de sa femme et son travail acharné
La jeune épouse de Pirandello, peu instruite, ne comprenait pas les préoccupations littéraires de son mari, intellectuel brillant. Cette incompréhension s'est fixée en une jalousie maladive causée par la fascination que son mari exerçait sur ses jeunes élèves de l'école normale pour jeunes filles. Cette jalousie sans fondement va se transformer, peu à peu, après la faillite de l'entreprise familiale, en une folie. Le critique et essayiste Nino Frank se demande à ce sujet : « Lequel est né d'abord, de l'œuf ou de la poule ? Pirandello est-il devenu Pirandello parce que sa femme était folle, ou vice versa ? Peu importe à l'heure qu'il est. Ce qui importe, c'est que ce cas familial conditionne désormais l'inspiration de l'écrivain ». En 1903, un éboulement détruit la mine de soufre et provoque la faillite de l'entreprise paternelle dans laquelle était investi tout ce qu'il possédait ainsi qu'une partie de la dot de sa femme. Ruiné, Pirandello, qui a envisagé de se suicider, reprend courage en s'investissant dans son travail de créateur. Il publie l'année suivante, en 1904, son roman le plus connu, Feu Mathias Pascal. À trente-sept ans, ce succès lui ouvre les portes de la plus grande maison d'édition italienne de l'époque, Trèves, et lui assure la sécurité matérielle.
La vie familiale de Pirandello et de ses enfants est difficile et douloureuse. La paranoïa de sa femme, qui commence après la naissance de leur troisième enfant, aurait nécessité un internement mais Pirandello, qui ne peut s'y résoudre, garde sa femme au foyer familial pendant dix-sept années. L'écrivain, qui a trouvé refuge dans un travail acharné, écrit des nouvelles, des romans et des essais. Il publie son essai sur L'Humour en 1908 et collabore l'année suivante au Corriere della sera. En 1910, deux de ses pièces de théâtre, L'étau et Figues de Sicile, sont représentées pour la première fois au Teatro Metastasio de Rome. L'année 1915 est une année difficile pour Pirandello : l'Italie entre en guerre, ses fils Stefano et Fausto partent au front où Stefano est fait prisonnier, sa mère meurt et la folie de sa femme devient de plus en plus violente. Elle accuse notamment son mari d'inceste envers leur fille Lietta, qui a fait une tentative de suicide et devra être confiée à sa tante Lina, la sœur de Pirandello. Maria Antonietta sera internée en 1919 (elle mourra en 1959). Pirandello a alors cinquante-deux ans.

### Sa réussite théâtrale et sa renommée universelle
L'histoire de la littérature reconnaît surtout en Pirandello le dramaturge. Il n'a vraiment réussi au théâtre qu'à la cinquantaine. Il pensait que ce genre ne devait être qu'une parenthèse dans son œuvre : « Le théâtre, comme tu sais, ne me tente pas beaucoup. Je fermerai cette parenthèse théâtrale pour me remettre à mon travail de narrateur, plus naturel » écrit-il à son fils Stefano en 1917. Il publie pourtant en 1917 ses premières grandes pièces : Chacun sa vérité et La volupté de l'honneur, puis C'était pour rire (1918), Tout pour le mieux (1919), L'Homme, la bête et la vertu (1919). En 1921, après un échec cuisant en mai à Rome, Six Personnages en quête d'auteur triomphe en septembre à Milan et, la même année, la pièce sera jouée à New-York. L'année suivante, Henri IV est un succès et, à Paris, Charles Dullin met en scène La Volupté de l'honneur et Georges Pitoëff, dès 1923, Six Personnages en quête d'auteur, dont la première a lieu en présence de l'auteur. En 1922, Pirandello abandonne l'enseignement.
Son œuvre théâtrale renouvelle profondément la scène de l'entre-deux-guerres en y introduisant fantaisie, poésie et liberté. Ses pièces les plus célèbres évoquent le théâtre dans le théâtre : Comme ci (ou comme ça) (1924), Ce soir on improvise (1930) semblent former à ce sujet une trilogie avec Six Personnages en quête d'auteur. Le théâtre de Pirandello, avec ses 43 pièces écrites en une vingtaine d'années, lui assura la renommée universelle.
En 1922, Pirandello commence à rassembler ses nouvelles sous le titre Nouvelles pour une année (Novelle per un anno en quinze volumes). Le nouvelliste rêve, dans l'avertissement de la première édition, d'un grand volume qui, selon le principe du titre du recueil, donnerait à lire au lecteur une nouvelle par jour pendant une année, soit trois cent soixante-cinq nouvelles. L'édition de 1937-1938 de Manlio Lo Vecchio-Musti compte 237 nouvelles dont 21 inédites du vivant de leur auteur. Comme pour Tchekhov, le succès de son théâtre a longtemps éclipsé l'originalité et la beauté de ses nouvelles. L'œuvre de Pirandello ne se réduit pas à sa production théâtrale. Elle pourrait être divisée en trois parties presque égales, ses nouvelles, son théâtre et enfin ses romans et essais. Ses travaux de conteur et de dramaturge sont liés. Ainsi, pas moins de vingt-sept nouvelles sont adaptées au théâtre : Madame Frola et monsieur Ponza, son gendre donnera Chacun sa vérité, de Leonora, Addio ! naîtra Ce soir on improvise, etc. Certains titres de nouvelles sont conservés pour leurs adaptations théâtrales : Cédrats de Sicile, Le Devoir du médecin, Gare à toi, Giacomio !, La Jarre, etc. Avec Pirandello. Nouvelles complètes, en 2 240 pages, les Éditions Gallimard, réalisent en 2000 le souhait de Pirandello de voir toutes ses nouvelles réunies en un seul volume. Dans l'avertissement de la première édition de Novelle per un anno, Pirandello écrivait que « [l'auteur de ces nouvelles] espère que les lecteurs voudront bien lui pardonner si, nées de la conception qu'il a eue du monde et de la vie, trop d'amertume et une joie trop rare s'offriront à eux et se donneront à voir dans cette multitude de petits miroirs qui la reflètent tout entière. » . Cette comédie humaine sicilienne reflète en effet la perception subjective de Pirandello, à laquelle son art de conteur donne une portée universelle. Un de ses traducteurs, le romancier et essayiste Georges Piroué, intitulera d'ailleurs son étude sur Pirandello parue en 1988 aux Éditions Denoël : Luigi Pirandello, sicilien planétaire.
En 1924, Pirandello adhère au fascisme et rencontre Mussolini. Mais il ne s'engagea jamais activement en politique. Son activité théâtrale internationale l'écartera peu à peu du régime fasciste, dont il supporte mal la suspicion et l'autoritarisme. Cependant, en 1929, il fait partie des premiers membres, nommés par décret du Président du Conseil, de la Reale Accademia d'Italia, créée trois ans plus tôt par Mussolini. D'après Philippe Foro, maître de conférences en histoire contemporaine à l’université de Toulouse II Jean-Jaurès, Pirandello ne rompt ni avec le parti fasciste, ni avec le duce, auquel il rend visite quatre fois entre 1930 et 1934. Le 18 décembre 1935, il offre même la médaille d'or de son prix Nobel de littérature pour participer à l’effort de guerre en Éthiopie.
C'est aussi avec l'appui de Mussolini qu'il fonde en 1925, avec son fils Stefano, le Teatro d'Arte di Roma (it). Il y découvre la vie et le travail d'un directeur de théâtre et d'un metteur en scène. Il engage une jeune et talentueuse comédienne, Marta Abba, pour laquelle il éprouve un amour impossible. Elle devient son interprète principale et son inspiratrice. En cette année 1925 également, il publie un nouveau chef-d'œuvre, qu'il a mis quinze ans à écrire, le roman Un, personne et cent mille. Il voyage ensuite à l'étranger avec sa compagnie mais l'expérience du Teatro d'arte di Roma prend fin à l'été 1928, ainsi que sa collaboration avec Marta Abba qui crée sa propre troupe de théâtre. L'écrivain s'exile alors volontairement deux années à Berlin, puis une à Paris. L'écrivain et la jeune comédienne s'écrivent pendant toutes ces années et leur correspondance sera publiée sous le titre Lettres d'amour de Pirandello à Marta Abba. Avec Quand on est quelqu'un (1933), Pirandello met en scène son propre drame d'homme seul, prisonnier de sa célébrité.

### Le prix Nobel de littérature
Le 10 décembre 1934, il reçoit à Stockholm le prix Nobel de littérature « pour son renouvellement hardi et ingénieux de l'art du drame et de la scène » mais il subit de plus en plus d'incidents cardiaques. Travaillant sans relâche, il meurt en 1936 d'une pneumonie alors qu'il prépare l'adaptation cinématographique de Feu Mathias Pascal et écrit une nouvelle pièce, qui reste inachevée : Les Géants de la montagne, dont il a le sentiment qu'elle est son chef-d'œuvre. « Je crois vraiment que je suis en train de composer, avec une ferveur et une anxiété que je ne réussis pas à t'exprimer, mon chef-d'œuvre, avec ces Géants de la montagne... Mon art n'a jamais été aussi plein, aussi varié et imprévu : c'est vraiment une fête pour l'esprit et pour les yeux [...], » écrit-il à Marta Abba.
Dix années après sa mort, ses cendres sont transportées à Agrigente. Comme l'écrit la critique littéraire Rosanna Delpiano : « [...] son destin de personnage se clôt sur un dernier jeu entre apparence et réalité : par les rues de sa ville, les cendres de Pirandello passent, enfermées dans une caisse qui donne l'impression que la crémation n'a pas eu lieu, que le corps est dans le cercueil. Il paraît qu'en ont décidé ainsi les autorités ecclésiastiques : ainsi, sans le savoir, elles s'employaient à donner la dernière touche « pirandellienne » au séjour involontaire sur la terre de Luigi Pirandello ». Après la Seconde Guerre mondiale, ses cendres sont scellées dans un mur près de sa maison natale, classée monument national en 1949. Sa femme meurt en 1959, dans une clinique psychiatrique, à l'âge de 87 ans.

### Pirandello vu par lui-même
Luigi Pirandello, dans une lettre adressée à Benjamin Crémieux, son premier traducteur français, a un regard lucide et poignant sur sa propre vie. Il lui écrit en effet pour la parution de Vieille Sicile par la NRF : « Vous désirez quelques notes biographiques sur moi et je me trouve extrêmement embarrassé pour vous les fournir ; cela, mon cher ami, pour la simple raison que j'ai oublié de vivre, oublié au point de ne pouvoir rien dire, mais exactement rien, sur ma vie, si ce n'est peut-être que je ne la vis pas, mais que je l'écris. De sorte que si vous voulez savoir quelque chose de moi, je pourrais vous répondre : Attendez un peu, mon cher Crémieux, que je pose la question à mes personnages. Peut-être seront-ils en mesure de me donner à moi-même quelques informations à mon sujet. Mais il n'y a pas grand-chose à attendre d'eux. Ce sont presque tous des gens insociables, qui n'ont eu que peu ou point à se louer de la vie ».
Benjamin Crémieux, aidé par sa femme Marie-Anne Comnène, est un de ceux qui le révèlent au public parisien en traduisant puis en faisant jouer ses plus importantes pièces.
La Sicile reste une référence constante dans ses œuvres. Il définit la vie comme « un séjour involontaire sur la terre ». On peut observer une grande interrogation sur la vie, l'individu et la société et trouver le thème de la multiple personnalité dans Feu Mathias Pascal. Il fait ainsi ressortir dans ses œuvres un conflit entre la vie, qui change avec le temps, et la forme, c'est-à-dire les conventions sociales qui nous obligent à bloquer notre image sociale selon les mœurs (Feu Mathias Pascal). Selon Pirandello, les hommes ne peuvent se comprendre, il parle d'incommunicabilité. La parole ne peut exprimer correctement la réalité et, même si elle le pouvait, les différences de points de vue entre les individus continueraient à en brouiller le sens. Dans Six Personnages En Quête d'Auteur, il met ainsi en scène l'impossibilité de représenter un drame à cause des images différentes que les uns ont des autres. Le théâtre de Luigi Pirandello s'affirme comme un théâtre de réflexion sur le paradoxe et l'absurdité de la vie.
C'est le père du peintre Fausto Pirandello.

## Œuvres

### Poésies
- Mal joyeux (1889)
- Les Pâques de Gea (1891)
- Pier Gudro (1894)
- Élégies rhénanes (1895)
- Traduction des élégies romaines de Goethe (1896)
- Cornemuse (1911)
- Scamandre (1919)
- Hors clefs (1922)

### Essais
- Laute und lautentwickelung der mundart van Girgenti (thèse) (1891)
- Art et Science (1908)
- L'Humour (1908)

### Nouvelles
- Nouvelles pour une année (15 volumes entre 1894 et 1936) : 246 nouvelles En France, outre l'édition complète de ce recueil publié chez Gallimard dans la collection Quarto, plusieurs recueils contenant une ou plusieurs nouvelles ont été édités, notamment :
- Le Voyage, traduit de l'italien par Claude Galli, postface de Guido Davico Bonino (traduite par Joël Gayraud), Paris, Mille et une nuits, 1994
- Effets d'un rêve interrompu, recueil de 12 nouvelles, traduction de Jean-Michel Gardair, Le Livre de poche, coll. « Biblio », 1994

### Romans
- L'Exclue (L'esclusa, 1901)
- Chacun son tour (Il turno, 1902)
- Feu Mathias Pascal (Il fu Mattia Pascal, 1904)
- Les Vieux et les Jeunes (I vecchi e i giovani, 1913)
- Giustino Roncella né Boggiolo (Giustino Roncella nato Boggiòlo, 1911)
- On tourne (Si gira !, 1915)
- La Dernière Séquence (Quaderni di Serafino Gubbio operatore, 1925)
- Un, personne et cent mille (Uno, nessuno e centomila, 1926)

### Théâtre
- L'Étau (1898)
- Le Devoir du médecin (1912)
- Lumie di Sicilia (Cédrats de Sicile) (1912)
- Cécé (1913)
- La Jarre (1915)
- Le Bal (1916)
- À la sortie (1916)
- Liola (1917)
- Méfie-toi, Giacomino (1917)
- À chacun sa vérité (1917)
- Le Bonnet du fou (1918)[5]
- La Patente (1918)
- La Volupté de l'honneur (1918)
- Le Jeu des rôles (1918)
- C'était pour rire (1918)
- L'Homme, la Bête et la Vertu (1919)
- La Greffe (1919)
- Comme avant, mieux qu'avant (1919)
- Tout pour le mieux (1919)
- Six personnages en quête d'auteur (1921)
- Henri IV (1922)
- Vêtir ceux qui sont nus (1922)
- La Vie que je t'ai donnée (1923)
- La Fleur aux lèvres (1923)
- Chacun à sa manière (1924)
- L'Offrande au seigneur du navire (1925)
- La nuova colonia (1926)
- Lazare (1928)
- Comme tu me veux (1929)
- Ce soir on improvise (1930)
- Se trouver (1932)
- On ne sait comment (1935)
- Les Géants de la montagne (1936, inachevé)

### Adaptations
Le roman Feu Mathias Pascal est adapté au cinéma à trois reprises :
- en 1926 en France par Marcel L'Herbier dans Feu Mathias Pascal. Mathias Pascal est interprété par Ivan Mosjoukine.
- en 1937 par Pierre Chenal dans une version française (portant le titre L'Homme de nulle part) et une version italienne tournée parallèlement. Les deux films mettent en vedette Pierre Blanchar et Isa Miranda.
- en 1985 en Italie par Mario Monicelli, La Double Vie de Mathias Pascal (Le due vite di Mattia Pascal). Marcello Mastroianni tient le rôle principal du film présenté au Festival de Cannes 1985.

Parmi les autres adaptations :
- En 1930, la nouvelle In silenzio est adaptée au cinéma par Gennaro Righelli sous le titre La Dernière Berceuse (La canzone dell'amore), qui est le premier film parlant italien.
- En 1932, la pièce Comme tu me veux (As You Desire Me) est adaptée par George Fitzmaurice. Le film, qui met en vedette Greta Garbo, devait initialement être réalisé par Jacques Feyder.
- En 1984, les frères Taviani réalisent Kaos, inspiré de cinq nouvelles de Pirandello. Ils récidivent en 1998 avec Kaos II (Tu ridi), adaptant cette fois deux nouvelles de l'auteur.
- Toujours en 1984, le cinéaste Marco Bellochio présente Henri IV, le roi fou, adaptation pour l'écran de la pièce de Pirandello.  Marcello Mastroianni interprète le rôle-titre.  Le film est présenté en compétition au Festival de Cannes.
- En 2022, Roberto Andò réalise La stranezza, un film biographique sur Pirandello, notamment quand il met en scène Six Personnages en quête d'auteur en 1921.
- En 2023, la nouvelle Toute la vie, le cœur en peine est adaptée au cinéma par Bernard Émond sous le titre Une femme respectable.